# Mom (Fernsehserie)
Mom ist eine US-amerikanische Sitcom von Chuck Lorre, Eddie Gorodetsky und Gemma Baker, die von 2013 bis 2021 in über 8 Staffeln von Warner Bros. Television für den US-Sender CBS produziert wurde.

## Handlung
Christy Plunkett, eine alleinerziehende Mutter, arbeitet als Kellnerin in einem Restaurant und hat eine Affäre mit ihrem Boss Gabriel. Sie war abhängig von Alkohol und anderen Drogen, deshalb besucht sie Treffen der Anonymen Alkoholiker. Ihre Mutter Bonnie kämpft gegen die gleichen Probleme an. Das Verhältnis zwischen den beiden ist angespannt, da Christy sie beschuldigt, in ihrer Kindheit nie für sie dagewesen zu sein. Christys Tochter Violet, die auf die Welt kam, als Christy 16 Jahre alt war, ist nun im gleichen Alter schwanger von Luke. Christy hat auch einen jüngeren Sohn namens Roscoe von ihrem Ex-Mann Baxter, einem liebenswürdigen Nichtsnutz und Kiffer. Die Serie entwickelt sich im Laufe der Zeit und greift problematische Themen wie Alkoholismus, Schwangerschaft von Jugendlichen, Krebs, Obdachlosigkeit, Spielsucht, Häusliche Gewalt, Tod, Selbsttötung, Drogenabhängigkeit, Rückfall und Überdosis auf. Doch gibt es auch positive Inhalte, etwa Christys Weiterbildung zur Anwältin, oder der stetige Erfolg, trocken zu bleiben. Trotz aller Widrigkeiten gelingt es beiden Müttern immer wieder, auf die Füße zu fallen und im Leben voranzuschreiten.
Ab der 3. Staffel wurde der Fokus mehr auf Christy, Bonnie und ihre Gruppe der Anonymen Alkoholiker und deren täglichen Sorgen gerichtet, während die Szenen mit Christys Familie zunächst deutlich reduziert, danach abgesehen von wenigen Gastauftritten ganz gestrichen wurden; auch im Restaurant spielende Szenen kommen fast gar nicht mehr vor. Im Laufe der Zeit findet Bonnie einen festen Partner, den im Rollstuhl sitzenden Ex-Stuntman Adam, Christy macht ihren Schulabschluss nach und beginnt ein Jurastudium.

## Figuren

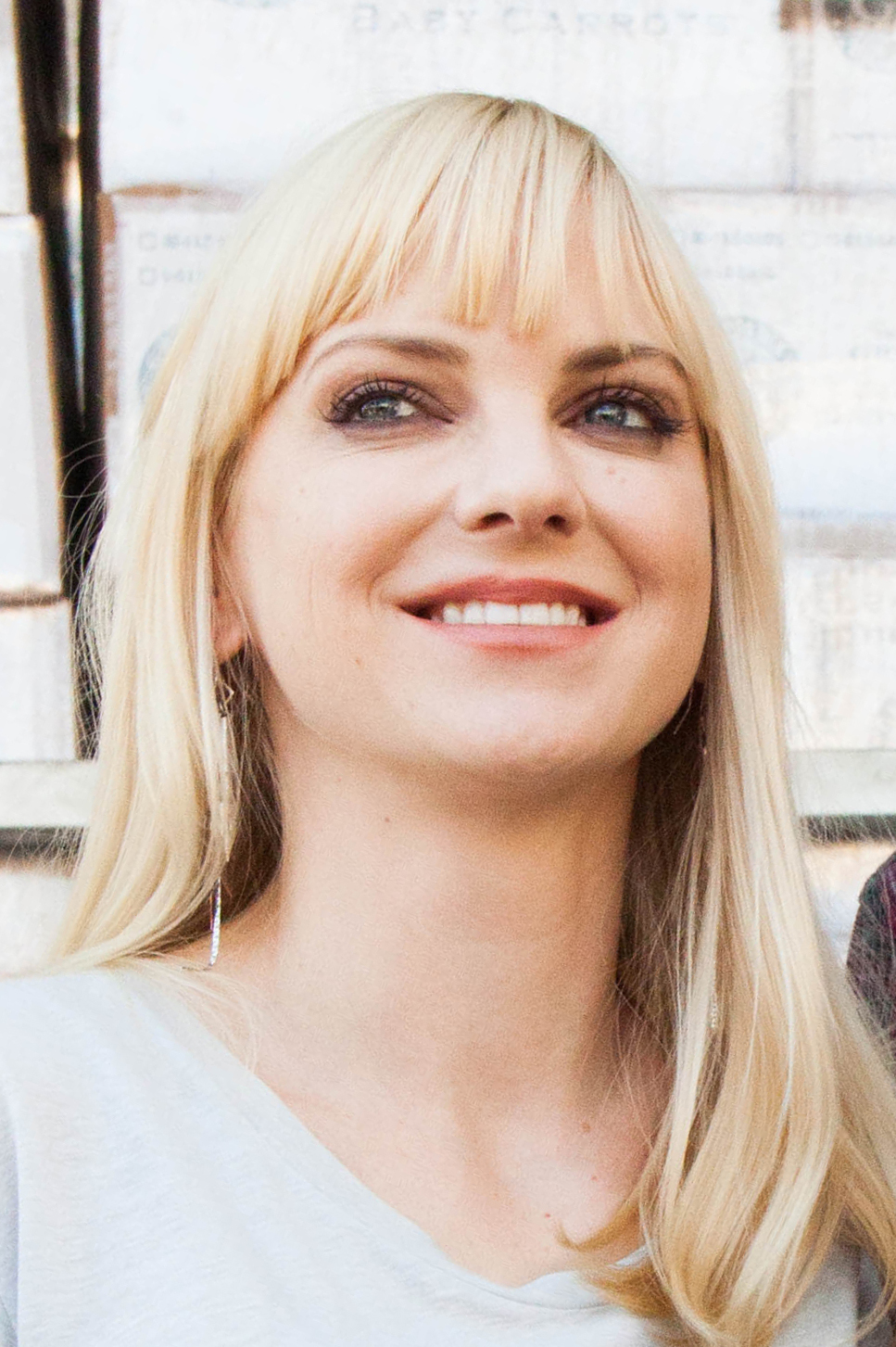
Anna Faris spielt Christy Plunkett

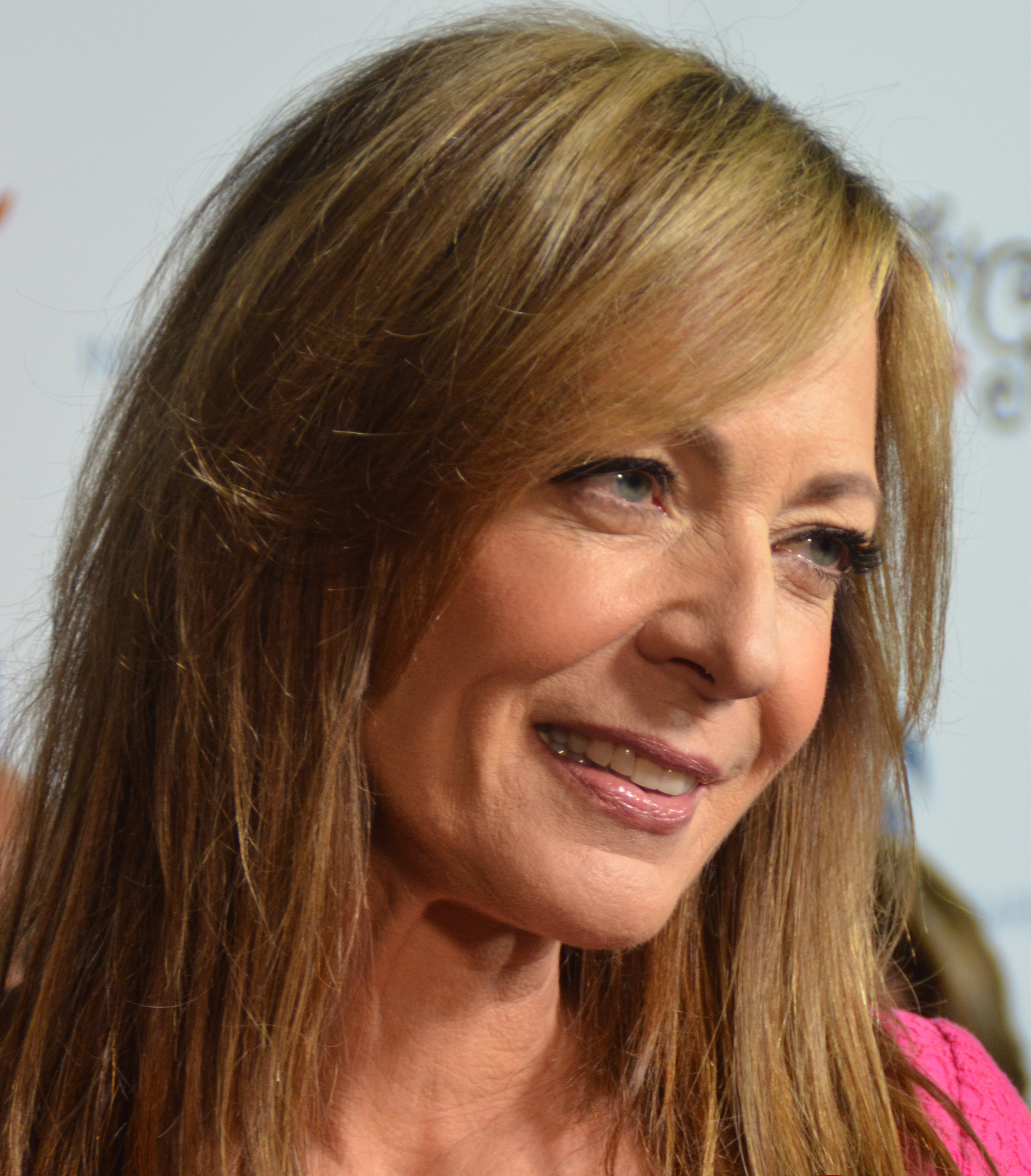
Allison Janney spielt Bonnie Plunkett

Christy PlunkettChristy ist eine alleinerziehende Mutter, die zu Beginn der Serie seit einem Jahr trocken ist, allerdings immer noch mit ihrer Spielsucht und gelegentlichen Rückfällen in die Alkoholsucht zu kämpfen hat. Jetzt, da sie trocken ist, bemüht sie sich, ein gutes Beispiel für ihren Sohn Roscoe zu sein und das Vertrauen ihrer Tochter Violet wiederzugewinnen. Darüber hinaus versucht sie, das komplizierte Verhältnis zu ihrer Mutter Bonnie zu verbessern. Bonnie konnte früher ihrer Rolle als Mutter nie gerecht werden, da sie lieber trinken ging als sich um ihre Tochter zu kümmern. Christy stellt später fest, dass ihr biologischer Vater ihre Mutter an Heiligabend, dem Tag von Christys Geburt, verlassen hat und nun mit einer anderen Frau verheiratet ist. Er ist Vater von zwei Söhnen und betreibt eine Autowerkstatt.
Bonnie PlunkettChristys Mutter ist eine freudvolle, wenn auch zynische Süchtige, die mit ihrem heutigen Leben zufrieden ist. Sie versucht verzweifelt, die Liebe und das Vertrauen ihrer Tochter wiederzugewinnen, da sie sich, als Christy ein Kind war, nie genügend um sie gekümmert hat. Als alleinstehende Mutter zog sie es vor, zu feiern und zu trinken, statt zu Hause zu bleiben. Mit Zeit und viel Therapie gelang es Bonnie, die Balance zu finden, und nun will sie alles aufholen und Christy ihre Vergangenheit offenbaren, darunter, wer ihr richtiger Vater ist, wo er lebt, und auch ihre bisherige Karriere als Drogendealerin.
Violet PlunkettViolet ist Christys Tochter und die ältere Halbschwester von Roscoe. Violet ist fleißig, klug und selbstsicher. Sie ist genervt davon, dass ihre Mutter, die nie Zeit hatte, sich um Violet und ihren Bruder zu kümmern, auch jetzt, da sie trocken ist, nicht immer Zeit für die beiden findet. Nachdem sie von ihrem Freund Luke schwanger wird, trifft Violet die Entscheidung, ihr Baby zur Adoption freizugeben. Sie möchte damit verhindern, dass sich die Vergangenheit ihrer Mutter und Großmutter in ihrem eigenen Leben wiederholt: Frühe ungewollte Schwangerschaft und danach ein Missbrauch von Alkohol und/oder anderen Drogen. Außerdem will sie damit ihrem ungeborenen Kind eine bessere Kindheit ermöglichen. Während der zweiten Staffel, nach einer kurzen Abwärtsspirale des schlechten Benehmens, verliebt sich Violet in Gregory Munshnick, einen viel älteren Psychologieprofessor an ihrer Universität, aber er löst die Verlobung auf, als sie einen Rückfall hat.
GabrielGabriel ist der Manager des Restaurants, in dem Christy arbeitet. Er ist verheiratet mit einer dominierenden Frau, die ihn verängstigt, und hat deshalb eine Affäre mit Christy, die sie später beendet. Aber Gabriel, selbst häufig verzweifelt, versucht, Christy zurückzugewinnen. Sie kommen in der zweiten Staffel wieder zusammen, als Christy die Nachfolgerin von Gabriel als Managerin im Restaurant wird. Er ist ein fleißiger und kompetenter Manager; ihm werden aber oft von seinen Untergebenen, vor allem von Chef Rudy, seine Grenzen aufgezeigt.
BaxterBaxter ist Christys Exmann und der Vater von Roscoe. Süß und charmant, aber sehr instabil, ist er nicht in der Lage, eine ernsthafte Beziehung oder feste Arbeit für viel länger als einen Monat zu halten. Er liebt das einfache Leben und macht viele krumme Touren, um Geld zu verdienen. Trotz seiner Schwächen ist er ein liebender Vater, der für seinen Sohn da ist. Während der 2. Staffel, unter dem Einfluss seiner wohlhabenden neuen Freundin Candace, gibt Baxter seinen lockeren Weg auf und wird Autoverkäufer in der Firma des Vaters von Candace.
Chef RudyEr ist der Chefkoch des Restaurants, in dem Christy als Kellnerin arbeitet. Rudy ist ein dominanter und schwieriger Mensch, der in der Beziehung mit anderen überlegen ist. Er ist prahlerisch und arrogant, oft schreit er seine Untergebenen grundlos an und zögert nicht, jemanden zu demütigen, der sich ihm entgegensetzt. Seine Vergangenheit ist geheimnisvoll; er geht eine kurze Affäre mit Bonnie ein, die zeigt, dass er ein bisexueller Fetischist mit teurem Geschmack und extravaganten Hobbys ist, der gerne Essen aus dem eigenen Restaurant stiehlt. Außerdem dealt er mit illegalen Drogen und ist spielsüchtig.
LukeLuke ist ein junger Student, der das Leben und die Abenteuer liebt. Er kannte Violet ein wenig mehr als ein Jahr, als sie schwanger wurde. Luke ist ein liebenswürdiger Idiot, der oft Marihuana raucht. Er versucht aber immer wieder, Christy zu beweisen, dass er nicht so verrückt ist wie es scheint. Offenbar liebt er Violet wirklich, will bei ihr bleiben und sie während ihrer Schwangerschaft unterstützen. Er steht Christy näher als seinen eigenen Eltern, vielleicht weil seine Eltern religiöse Extremisten sind, mit denen ihn nichts verbindet.
Roscoe PlunkettRoscoe ist Christys Sohn von Baxter und Halbbruder von Violet.
Marjorie AmstrongEine alte Freundin, Feindin und wieder Freundin von Bonnie, die Christy bei den anonymen Alkoholikern trifft und die ihre gute Freundin wird. Sie hatte in der Vergangenheit viele Probleme mit Alkohol und anderen Drogen und muss im Verlauf der Serie mit einer weiteren essentiellen Bedrohung zurechtkommen: Bei ihr wurde Brustkrebs diagnostiziert.
Jill KendallEin neueres Mitglied der anonymen Alkoholiker, für das Christy die Mentorenrolle übernommen hat. Jill ist eine sehr wohlhabende Dame der feineren Gesellschaft.
Wendy HarrisEbenfalls eine Teilnehmerin an den Treffen der Frauen, die häufig sehr emotional reagiert. Sie ist Krankenschwester und ein Mitglied von Mensa International.
Adam JanikowskiBonnies neue Liebe, ein im Rollstuhl sitzender ehemaliger Stuntman, den sie über das Telefon kennenlernte, nachdem er die falsche Nummer gewählt hatte.
Tammy DiffendorfBonnie begegnet Tammy bei einem Besuch im Gefängnis und erkennt in ihr ihre ehemalige Pflegeschwester. Als sie auf Bewährung freikommt, wohnt sie zunächst bei Christy und Bonnie, danach zieht sie zu Marjorie. Tammy ist handwerklich begabt und hilft Bonnie bei ihrer Hauswarttätigkeit, später arbeitet sie bei Adam in seiner Bar.

## Besetzung und Synchronisation
Die deutsche Synchronisation entsteht bei der Scalamedia GmbH in Berlin, unter der Dialogregie von Michael Pan, der unter anderem auch zusammen mit Thomas Maria Lehmann und Katharina Blum die Dialogbücher schreibt. Pan spricht auch den Schauspieler French Stewart.

### Hauptbesetzung
| Figur               | Darsteller              | Hauptrolle (Episode) | Nebenrolle (Episode)         | Deutscher Sprecher                                      |
| ------------------- | ----------------------- | -------------------- | ---------------------------- | ------------------------------------------------------- |
| Bonnie Plunkett     | Allison Janney          | 1.01–8.18            |                              | Traudel Haas                                            |
| Christy J. Plunkett | Anna Faris              | 1.01–7.20            |                              | Marie Bierstedt                                         |
| Violet Plunkett     | Sadie Calvano           | 1.01–3.22            | 4.04–4.05, 6.08              | Friedel Morgenstern (St. 1–2) Victoria Frenz (ab St. 3) |
| Gabriel             | Nate Corddry            | 1.01–2.15            |                              | Marius Clarén                                           |
| Baxter              | Matt L. Jones           | 1.01–3.15            | 4.04, 4.06, 5.12, 6.19       | Tommy Morgenstern                                       |
| Chef Rudy           | French Stewart          | 1.01–2.22            | 3.19, 5.22, 6.10, 7.04, 8.04 | Michael Pan                                             |
| Luke                | Spencer Daniels         | 1.01–2.08            | 4.05                         | Yoshi Grimm                                             |
| Roscoe Plunkett     | Blake Garrett Rosenthal | 1.01–3.15            | 4.04, 4.06                   | Carlos Fanselow                                         |
| Marjorie Armstrong  | Mimi Kennedy            | 2.01–8.18            | 1.04–1.22                    | Isabella Grothe                                         |
| Jill Kendall        | Jaime Pressly           | 3.01–8.18            | 2.01–2.02, 2.06, 2.16, 2.18  | Natascha Geisler                                        |
| Wendy Harris        | Beth Hall               | 3.01–8.18            | 2.01–2.22                    | Gabriele Schramm-Philipp                                |
| Adam Janikowski     | William Fichtner        | 4.01–8.18            | 3.16–3.22                    | Peter Flechtner                                         |
| Tammy Diffendorf    | Kristen Johnston        | 7.01–8.18            | 5.17–6.22                    | Katrin Zimmermann                                       |

1. ↑  Spencer Daniels trat in Folge 2.08 zum letzten Mal auf, wurde jedoch bis zum Staffelende als Hauptdarsteller geführt.

### Nebenbesetzung
| Figur              | Darsteller          | Auftritte (Episode)               | Deutscher Sprecher          |
| ------------------ | ------------------- | --------------------------------- | --------------------------- |
| Claudia            | Courtney Henggeler  | 1.01–3.02                         | Julia Kaufmann              |
| Paul               | Reggie De Leon      | 1.01–3.19, 5.21, 6.21, 7.13, 7.17 | Armin Schlagwein (Ep. 6.21) |
| Adam Henchy        | Justin Long         | 1.03–1.08                         | Julien Haggège              |
| Regina Thompkins   | Octavia Spencer     | 1.05–1.19, 2.16–3.06              | Almut Zydra                 |
| Alvin Biletnikoff  | Kevin Pollak        | 1.14–2.12, 8.05                   | Lutz Schnell                |
| Steve Casper       | Don McManus         | 1.20–4.22                         | Detlef Bierstedt            |
| Jeff Taylor        | Ryan Cartwright     | 1.20–2.04                         | Wanja Gerick                |
| Suzanne Taylor     | Melissa Tang        | 1.20–2.04                         | Luisa Wietzorek             |
| Candace Hayes      | Sara Rue            | 2.05–4.04                         | Esra Vural                  |
| Jodi Hubbard       | Emily Osment        | 3.02–3.03, 3.07, 3.12             | Marieke Oeffinger           |
| Emily              | Julia Lester        | 4.17–5.04                         | Yamuna Kemmerling           |
| Ray Stabler        | Leonard Roberts     | 4.18, 4.22, 5.02, 5.09            | Charles Rettinghaus         |
| Natasha            | Missi Pyle          | 4.21–5.04                         | Dascha Lehmann              |
| Patrick Janikowski | Steven Weber        | 5.06–5.07, 5.11–5.12, 5.15        | Marcus Off                  |
| Nora Rogers        | Yvette Nicole Brown | 5.18–6.22                         | Sandra Schwittau            |
| Ned                | Sam McMurray        | 6.02–6.17                         | Axel Lutter                 |
| Lucy               | Susan Ruttan        | 6.02–6.17                         | Philine Peters-Arnolds      |
| Andy Pepper        | Will Sasso          | 6.14–8.18                         | Ingo Albrecht               |
| Trevor Wells       | Rainn Wilson        | 6.17–8.16                         | Gerrit Schmidt-Foß          |
| Veronica Stone     | Paget Brewster      | 7.03–7.06                         | Ulrike Stürzbecher          |

### Nennenswerte Gastdarsteller
Im Verlauf der Serie traten einige bekannte Persönlichkeiten als Gastdarsteller auf. Dazu gehören Bob Odenkirk, Jon Cryer, Colin Hanks, Ellen Burstyn, June Squibb, Judy Greer, Linda Lavin, Harry Hamlin, Rosie O’Donnell, Joe Manganiello, Rhea Perlman, Richard Schiff, Bradley Whitford, Nicole Sullivan, Chris Pratt, Wendie Malick, Michael Angarano, Kristin Chenoweth, Patti LuPone, Constance Zimmer, Kate Micucci, Reginald VelJohnson, John Ratzenberger, Kathleen Turner, Peter Onorati, Courtney Thorne-Smith.

## Produktion
Mom war eines von vielen Projekten, die im Dezember 2012 für CBS und Warner Bros aufgrund des neuen Vierjahresvertrages von Chuck Lorre mit Warner vom September des Jahres akut wurden. Am 9. Mai 2013 gab CBS grünes Licht für die Serienproduktion. Mit dieser Serie hatte Chuck Lorre in der Saison 2013/14 vier Sitcoms auf demselben Sender in Ausstrahlung. Zunächst wurden 13 Episoden bestellt, ehe am 18. Oktober 2013 die Sitcom auf 22 Episoden aufgestockt wurde.
Anfang September 2020 wurde der Ausstieg von Hauptdarstellerin Anna Faris aus der Serie bekannt, obwohl sie noch einen Vertrag für die 8. Staffel gehabt hätte.

## Veröffentlichung
| # | Vereinigte Staaten | Deutschland  |
| - | ------------------ | ------------ |
| 1 | 23. Sep. 2014      | 4. Dez. 2014 |
| 2 | 29. Sep. 2015      | 3. Dez. 2015 |
| 3 | 30. Aug. 2016      |              |
| 4 | 29. Aug. 2017      |              |
| 5 | 4. Sep. 2018       |              |
| 6 | 15. Okt. 2019      |              |
| 7 | 24. Nov. 2020      |              |
| 8 | 2. Nov. 2021       |              |

Die Pilotfolge lief in den Vereinigten Staaten am 23. September 2013 auf CBS, direkt im Anschluss an die dritte Staffelpremiere von 2 Broke Girls. Das erste Staffelfinale wurde am 14. April 2014 gezeigt. Die ursprünglich für den 29. September 2014 angekündigte Ausstrahlung der zweiten Staffel wurde von CBS um einen Monat auf den 30. Oktober 2014 verschoben und dann bis 30. April 2015 gesendet. Die dritte Staffel wurde vom 5. November 2015 bis 19. Mai 2016 ausgestrahlt. Die vierte Staffel wurde vom 27. Oktober 2016 bis 11. Mai 2017 gesendet. Die 5. Staffel lief seit dem 2. November 2017. Im April 2018 wurde die Serie um eine sechste Staffel verlängert, die ab dem 27. September 2018 ausgestrahlt wurde. Im Februar 2019 wurde die Serie um zwei weitere Staffeln verlängert. Im September 2020 wurde der Ausstieg von Hauptdarstellerin Anna Faris vor Beginn der achten Staffel publik. Im Februar 2021 wurde bekannt, dass die Serie mit der achten Staffel enden wird. Das Serienfinale wurde am 13. Mai 2021 ausgestrahlt.
In Deutschland gab ProSieben im Juni 2013 bekannt, dass man sich die Rechte an der Serie gesichert habe. Der Sender strahlte die erste Staffel der Serie vom 2. September 2014 bis 18. November 2014 in Doppelfolgen in seinem Programm aus. Die zweite Staffel wurde vom 26. Mai 2015 bis 11. August 2015 in Doppelfolgen (mit wenigen Ausnahmen) auf ProSieben ausgestrahlt. Die dritte Staffel wurde vom 15. Juni 2016 bis 24. August 2016 in Doppelfolgen auf ProSieben Fun ausgestrahlt. In Österreich wurde die erste Staffel der Serie auf ORFeins von 6. September 2014 bis 13. Juni 2015 erstmals ausgestrahlt, die zweite Staffel wurde dort ab dem 16. März 2016 erstmals gesendet. In der Schweiz erfolgte die Erstausstrahlung der ersten Staffel auf SRF zwei zwischen 24. August 2015 und 5. Februar 2016 im Zweikanalton in deutscher Synchronfassung und originalem englischen Ton.

## Rezeption
Bei den Golden Globe Awards 2015 erhielt Allison Janney eine Nominierung in der Kategorie Beste Nebendarstellerin – Serie, Miniserie oder Fernsehfilm. Sie gewann 2014 und 2015 jeweils einen Emmy als beste Nebendarstellerin in einer Comedyserie.